# Pole Północne
Pole Północne – zlikwidowana wąskotorowa stacja kolejowa w Bytomiu, w powiecie bytomskim, w województwie śląskim, w Polsce. Na stacji swój początek miały trzy linie kolejowe:
- Linia Pole Północne – Miasteczko Śląskie Huta
- Linia Pole Północne – Katowice Szopienice Wąskotorowe
- Linia Pole Północne – Paweł

Wszystkie linie miały charakter towarowy oraz były wąskotorowe.